# Germain-Langur
Der Germain-Langur (Trachypithecus germaini) ist eine Primatenart aus der Gruppe der Schlankaffen (Presbytini). Sie sind in Südostasien beheimatet, ihr Verbreitungsgebiet umfasst vor allem Kambodscha und erstreckt sich von da nach Westen über das südliche Thailand bis zur Provinz Kanchanaburi und die unmittelbar angrenzenden Gebiete in Myanmar. Nach Norden reicht das Verbreitungsgebiet bis in die laotische Provinz Champasak und nach Osten bis in die vietnamesische Region Mekongdelta.

## Merkmale
Wie alle Haubenlanguren sind Germain-Languren schlanke Primaten, bei denen der Schwanz länger als der Körper ist. Sie erreichen eine durchschnittliche Kopf-Rumpf-Länge von 55 Zentimeter, ein durchschnittliches Gewicht von 6,5 bis 7 kg und haben einen 72 bis 84 Zentimeter langen Schwanz. Damit sind sie etwas größer als der Silberne Haubenlangur (Trachypithecus cristatus), der auf Sumatra und Borneo vorkommt. Das Fell der Germain-Languren ist überwiegend grau gefärbt, der Bauch, die Kehle und die Unterschenkeln sind heller. Die Unterarme sind dunkelgrau, Hände und Füße sind schwarz. Die Oberseite des Schwanzes ist dunkler (schwärzlich) als die Unterseite. Das schwärzlich Gesicht ist von einem Kranz cremefarbener Haare umgeben. Die Weibchen haben einen weißlichen Schamfleck. Die Jungtiere haben ein gold-oranges Fell.

## Lebensraum und Lebensweise
Der Lebensraum dieser Art sind immergrüne, halbimmergrüne und gemischte Laubwälder, Auwälder und Galeriewälder. In hügeligen Gebieten oder höheren Lagen sind sie selten. Im äußersten Westen des Verbreitungsgebietes lebt der Germain-Langur sympatrisch mit dem Tenasserim-Langur (T. barbei). Die Affen sind wie alle Altweltaffen tagaktiv und halten sich meist auf Bäumen auf. Sie ernähren sich hauptsächlich von jungen Blättern, es werden aber auch Sprossen, Samen, Blüten, Rind und Früchte, besonders Feigen gefressen. Der Verzehr tierischer Nahrung wurde bisher nicht beobachtet, gelegentlich fressen die Tiere aber Erde. Germain-Languren leben in Gruppen von 9 bis 30 Individuen.

## Systematik
Der Germain-Langur wurde 1876 durch den französischen Zoologen Henri Milne Edwards unter der Bezeichnung Semnopithecus germani erstmals wissenschaftlich beschrieben. Heute wird er in die Gattung der Haubenlanguren (Trachypithecus) gestellt, die 1862 durch den deutschen Biologen Ludwig Reichenbach eingeführt wurde. Innerhalb der Gattung gehört der Germain-Langur zur cristatus-Gruppe, die nach dem Silbernen Haubenlangur (T. cristatus) benannt wurde, als dessen Unterart der Germain-Langur früher galt.

## Gefährdung
Die IUCN beurteilt den Bestand des Indochinesischen Languren als stark gefährdet. In ihrem Verbreitungsgebiet sind sie relativ selten und die Populationsdichte ist gering. In Thailand und Kambodscha kommen sie in mehreren Schutzgebieten vor. Die größten Bedrohungen sind die Jagd und der Verlust des Lebensraums durch die Ausweitung landwirtschaftlicher Nutzflächen.